# Euclasea inops
Euclasea inops är en skalbaggsart som först beskrevs av August Reichensperger 1935.  Euclasea inops ingår i släktet Euclasea och familjen stumpbaggar. Inga underarter finns listade i Catalogue of Life.